# 欧洲足球锦标赛冠军主教练列表

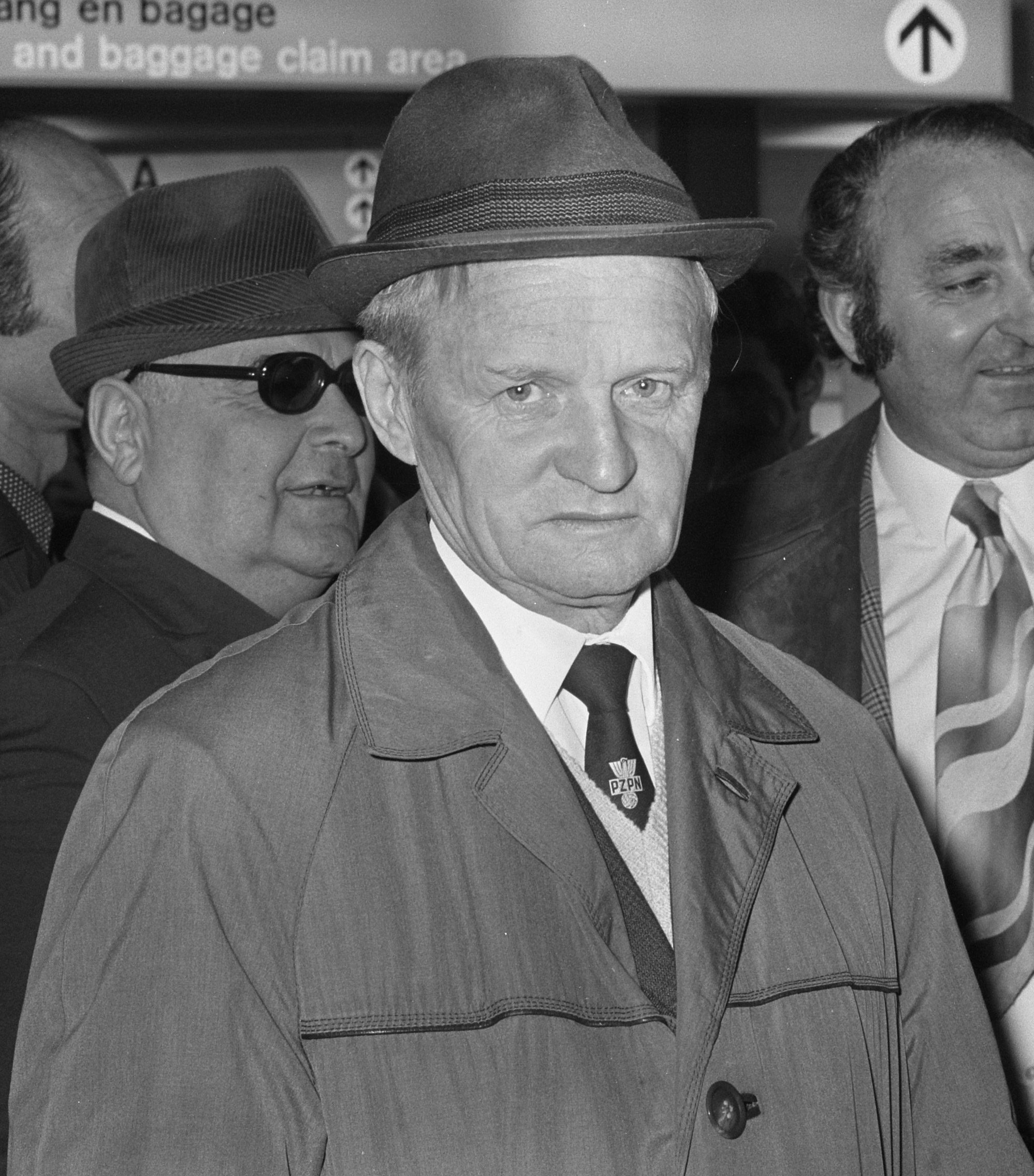
加夫里尔·卡恰林是首位欧洲足球锦标赛冠军主教练

欧洲足球锦标赛是欧洲主要国家级足球锦标赛。过往17届锦标赛共产生10支冠军队伍，其中西班牙獨佔四冠，德国三冠次之；法国和意大利各两冠；苏联、捷克斯洛伐克、荷兰、丹麦、希腊以及葡萄牙各拿过一次冠军。主教练的职责是选出欧锦赛阵容并制定球队战术。由于球员赛季多数时间都在俱乐部度过，主教练在国际比赛日外缺乏与球员的日常接触，加上欧锦赛含金量十足，因此主教练常常身负压力。
加夫里尔·卡恰林在1960年举行的首届欧锦赛上带领苏联队夺冠。每位冠军主教练都只带队拿过一次冠军，德国教练奧托·雷哈格爾在2004年带领希腊队夺冠，其余教练均带领本国国家队完成夺冠。两位教练曾两度进入欧锦赛决赛，成绩均一胜一负：西德队主教练赫尔穆特·舍恩（1972年夺冠，1976年亚军）以及德国队主教练贝尔蒂·福格茨（1996年夺冠；1992年亚军）。福格茨也是唯一一位同时以球员和主教练身份赢得欧锦赛冠军的人，他曾在1972年代表西德队参赛夺冠。舍恩和比森特·德尔博斯克是唯二赢得过欧锦赛和世界杯冠军的主教练，舍恩在赢得1972年欧锦赛冠军后带领德国队参加了1974年世界杯，而博斯克在赢得2012年欧锦赛冠军前带领西班牙队赢得了2010年世界杯冠军。
何塞·比利亚隆加是最年轻的欧锦赛冠军主教练，他在1964年带领西班牙夺冠时年仅44岁零192天。最年长的欧锦赛冠军主教练则是路易斯·阿拉贡内斯，他在2008年带领西班牙夺冠时已69岁零336天。约阿希姆·勒夫和拉尔斯·拉德贝克共同保持着作为主教练的参赛纪录，两人均执教参加过四届欧锦赛；勒夫在带队参加2008年至2020年欧锦赛期间保有最多执教场次纪录（21场）以及最多胜场（12场）纪录。

## 冠军主教练
| 年份 | 冠军主教练        | 国籍         | 夺冠国家队   |
| ---- | ----------------- | ------------ | ------------ |
| 1960 | 加夫里尔·卡恰林   | 苏联         | 苏联         |
| 1964 | 何塞·比利亚隆加   | 西班牙       | 西班牙       |
| 1968 | 费鲁乔·瓦尔卡雷吉 | 義大利       | 義大利       |
| 1972 | 赫尔穆特·舍恩     | 西德         | 西德         |
| 1976 | 瓦茨拉夫·耶热克   | 捷克斯洛伐克 | 捷克斯洛伐克 |
| 1980 | 尤普·德瓦尔       | 西德         | 西德         |
| 1984 | 米歇尔·伊达尔戈   | 法國         | 法國         |
| 1988 | 里努斯·米歇尔斯   | 荷蘭         | 荷蘭         |
| 1992 | 李察·慕拿·尼路臣  | 丹麦         | 丹麦         |
| 1996 | 贝尔蒂·福格茨     | 德国         | 德国         |
| 2000 | 罗杰·勒梅尔       | 法國         | 法國         |
| 2004 | 奧托·雷哈格爾     | 德国         | 希腊         |
| 2008 | 路易斯·阿拉贡内斯 | 西班牙       | 西班牙       |
| 2012 | 比森特·德尔博斯克 | 西班牙       | 西班牙       |
| 2016 | 费尔南多·桑托斯   | 葡萄牙       | 葡萄牙       |
| 2020 | 羅拔圖·文仙尼     | 義大利       | 義大利       |
| 2024 | 路易斯·德拉富恩特 | 西班牙       | 西班牙       |

## 各国冠军主教练
| 国籍     | 主教练数 | 夺冠次数 |
| -------- | -------- | -------- |
| 德国     | 4        | 4        |
| 西班牙   | 4        | 4        |
| 法國     | 2        | 2        |
| 義大利   | 2        | 2        |
| 俄羅斯   | 1        | 1        |
| 斯洛伐克 | 1        | 1        |
| 荷蘭     | 1        | 1        |
| 丹麦     | 1        | 1        |
| 葡萄牙   | 1        | 1        |

1. ↑  包括西德
2. ↑  包括苏联
3. ↑  包括捷克斯洛伐克